# 白晋铁路
白晋铁路是抗战时期山西省的一条窄轨铁路。

## 技术概述
隶属华北交通株式会社太原铁路局。沁县设总段。同时在分水岭、沁县两站设置了三角铁路供机车调头用。每个车站由三部分人员组成，分别是客货运站、养路工区、警务分所，一个车站约有30名左右的工作人员。
全线设东观、子洪、盘陀、来远、南关、分水岭、南沟、漳源、牛寺、固亦、沁县、新店、虒亭、夏店、东周、常村、呈寺、潞安（长子门）18个车站。

## 历史
1925年阎锡山在山西省推行“六政三事”，始修祁县白圭镇至晋城的公路，长348公里，1930年通车。1932年4月，阎锡山提出“造产救国”的思想、“山西省政十年建设计划”，其中白晋铁路始于祁县白圭镇从同蒲铁路出岔，终至晋城大口村晋豫省界，长300公里，轨距1000毫米。0年可赚回30．63亿元。1934年10月，工程处处长李其昌主持完成了白晋线全线勘测。1935年6月晋绥兵工筑路局正式开始施工。至抗战暴发，路基修至潞安（今长治），全面停工。
1938年初，日本矿山株式会社工程技术人员勘察，把白晋铁路起点改为祁县东观村，终点为长治（旧称潞安府）长子门，定名为东潞铁路。但民众与八路军仍然沿袭阎锡山政府对这条铁路的旧称白晋铁路或白晋线。1939年2月从祁县开始复工。1939年10月13日东观至武乡南关段通车。1939年10月17日，八路军三八六旅攻入南关，烧毁车站及日军军装万余套，毁电台两部，炸毁铁桥一座。11月5日，三八六旅七七二团郭国言部奇袭南关，炸毁敌汽车10余辆，歼敌100余人，缴获电线千余斤，摧毁铁桥一座，缴获大批棉衣、子弹。1940年5月，武乡南关到襄垣夏店段通车。八路军一二九师领导机关提出“面向交通线”口号，发起白晋线破袭战役，5月份准备破击白晋铁路北段：
- 师特务团及部分地方部队、游击队破击东观至来远段
- 三八五旅、平汉纵队主力和晋冀豫边区纵队一、三团破击来远至故城段，并夺取南关敌人军用物资。5月5日夜，七六九团在旅长陈锡联和团长郑国仲的率领下，攻入南关，并将其守备队200余人大部歼灭，解救被抓来的筑路民工2000余人。
- 三八六旅和决死一纵队为南段破击队，破击故城至段柳段。

1940年5月5日黄昏，各部队在二百多里长的铁路线上，展开大规模破击。5月7日晨战役结束。白晋路被破坏了50余公里，炸毁大小桥梁50余座，火车5列。毙伤敌700余人。
1940年7月31日，铁路修到长治北郊长子门，全线通车。2010年8月在长治城西护城河东岸发现一块日本高崎部队昭和十五年所立的日文石碑：“这是延绵187公里，贯穿太行山脉，连接太谷与长治平地的东潞线铁路”“昭和14年6月12日在东观镇开始动工……于翌年7月31日在长治才完工，历时十又三个月。其间出动兵员131 524人次和民夫283 321人次。”
白晋铁路把晋冀豫抗日根据地分割为太岳、太行两部分。 
1944年，白晋铁路被八路军破坏得停运。1944年秋，道轨被八路军全部拆除。
1946年2月，阎锡山部8个师2万多人及白晋线东观至沁县段的留华日军第14旅团及伪军一部，以“保护铁路”之名，沿白晋铁路两侧南下。1946年3月上旬，晋冀鲁豫军区第六纵队及太岳、太行军区各一部，3月11日谈判破裂，发起白晋战役，主战场在祁县来远镇南侧的罗山垴。3月16日，攻克北关镇，腰斩白晋线，切断了南北之敌一切联系，并控制了白晋线两侧山头，迫使阎军重新回到了谈判桌上。3月23日，军调处第二次进驻来远镇，白晋战役结束。11天歼阎军4000余人。

## 遗址保护
“刘家垴村白晋铁路遗址”位于祁县来远镇，为三个桥墩和一小段路基。2008年9月24日晋中市第三次全国文物普查祁县组在来远镇刘家垴村普查中发现，填写了编号为140727－0254的《第三次全国文物普查不可移动文物登记表》，文物名称填为“刘家垴村白晋铁路遗址”。桥墩高约10米，底径3．4米，顶部直径3米，共有三座；桥墩底部为浆砌石，顶部为混凝土结构。路基位于桥墩南侧，长约150米，高约10米，顶部夯土因长期风雨冲刷，截面呈圆拱形。

## 文化影响
戏剧《小二黑结婚》中的唱词：“小二黑去参战白晋线上，于小芹身在家心在前方……”。